# Крест (Пожинське сільське поселення)
Крест (Пожинське СП) (рос. Крест) — присілок в Торопецькому районі Тверської області Російської Федерації.
Населення становить 46 осіб. Входить до складу муніципального утворення Пожинське сільське поселення.

## Історія
Від 2005 року входить до складу муніципального утворення Пожинське сільське поселення.

## Населення
| 2010 |
| ---- |
| 46   |